# رنح فريدريخ
رنح فريدريخ أو رنح فريدريش (بالإنجليزية: Friedreich's ataxia)‏ هو مرض وراثي متنحي جسديا، يسبب تلفا تصاعديا للجهاز العصبي للمريض. يظهر ذلك على شكل أعراض أولية لسوء التنسيق الحركي، تشوه المشية بصفة خاصة؛ كما يمكن أن يؤدي أيضا إلى إصابة المريض بالجنف وأمراض القلب والسكري عند بعض المرضى، لكنه ومع ذلك لا يؤثر على الوظيفة الإدراكية. مع الوقت يزيد تفاقم المرض، لدرجة يصبح معها المريض مجبرا على استخدام كرسي متحرك للتنقل. يصيب هذا المرض في المعدل حوالي شخص واحد لكل 50000 من الساكنة.
سميت هذه الحالة المرضية بهذا الاسم نسبة للطبيب الألماني نيكولاس فريدريك، الذي وصفها لأول مرة خلال ستينيات القرن التاسع عشر.

## تاريخ
نيكولاس فريدريك وهو أستاذ لعلم الأمراض في جامعة هايدلبرغ كان سباقا لوصف المرض الذي سمي في وقت لاحق على اسمه، عندما أبلغ عن خمسة مرضى بهذه الحالة في سلسلة من ثلاث مقالات له بحلول سنة 1863. ظهرت ملاحظات أخرى في مقال لاحق في سنة 1876.
في وقت لاحق من سنة 1951 كتب فرانز فانون هو الآخر أطروحة طبية حول رنح فريدريك.

## العلامات والأعراض
تبدأ أعراض المرض عادة عند الأطفال في عمر 5 إلى 15 عاما، ونادرا ما يتأخر لما بعد سن العشرين أو الثلاثين. يمكن أن تشمل تلك الأعراض مايلي (ليست بالضرورة جميعها):
- ضعف عضلات الذراعين والساقين.
- فقدان التنسيق.
- ضعف البصر.
- ضعف السمع.
- تداخل الكلام.
- انحناء العمود الفقري (الجنف.
- قوس أخمصي طويل (تقوس القدم).
- السكري (حوالي 20 في المائة من الأشخاص الذين يعانون من ترنح فريدريك يعانون أيضا من عدم تحمل الكربوهيدرات، و10 في المائة منهم يصابون بمرض السكري).[9]
- اضطرابات قلبية (كالرجفان الأذيني وتسرع القلب واعتلال عضلة القلب الضخامي).

مع مرور الزمن تتقدم الأعراض ببطء وتزداد تفاقما. في المتوسط، بعد حولي 10 إلى 15 سنة من المرض، يحتاج المرضى عادة إلى استخدام كراسي متحركة والمساعدة في جميع أنشطة الحياة اليومية.

## العامل الوراثة
يقع الجين المسؤول عن المرض على مستوى الصبغي رقم 9، ويدعى «إف إكس إن» (FXN) وهو مسؤول عن تصنيع بروتين خلوي يسمى فراتاكسين. 
تحدث أغلب حالات المرض كنتيجة لتكرار جزء من هذا الجين (يرمز له بGAA)  لمئات أو حتى آلاف المرات المتتالية، مقارنة مع الحالة الطبيعية التي لا يتجاوز فيها التكرار عادة حدود الـ22 مرة. يؤدي اتساع تكرار ال GAA إلى انخفاض في مستويات الفراتاكسين، كما أن التسلسلات الطويلة من تكرارات الGAA تؤدي إلى حدوث فواصل في الكروموسومات.
يتموقع بروتين الفراتاكسين على مستوى الغشاء الداخلي للميتوكوندريا، حيث يلعب دورا مهما في عمليات الفسفرة التأكسدية واستتباب الحديد. وكذا تشكل كتل الحديد والكبريت. إحدى نتائج نقص الفراتاكسين هي التحميل المفرط للحديد في الميتوكوندريا والتي يمكن أن تسبب ضررا للعديد من البروتينات. مع ذلك يظل الدور الفيزيولوجي الدقيق للفراتاكسين في الظروف العادية غير مؤكد.
يحتوي الجين الطافر على تكرارات موسعة لثلاثي النكليوتيد GAA في الإنترون الأول؛  في المقابل تم الكشف عن طفرات نقطية في بعض الأنساب. نظرا لوجود الخلل في إنترون (الذي تمت إزالته من نسخة الحمض النووي الريبوزي المرسال بين النسخ والترجمة)، لا ينتج عن هذه الطفرة إنتاج بروتينات فراتاكسين غير طبيعية. وبدلا من ذلك، تؤدي الطفرة إلى إسكات الجين (أي أن الطفرة تقلل من نسخ الجين) من خلال تحريض بنية كروماتين مغاير بطريقة مشابهة لتأثر الموضع المتنوع.

## المرض
يؤثر مرض رنح فريدريك بشكل رئيسي على النخاع الشوكي والأعصاب الطرفية. حيث تتأثر الخلايا العصبية الحسية المسؤولة عن الحس العميق بشدة.
يؤدي المرض في النهاية إلى تنكس وموت الخلايا العصبية للنخاع الشوكي، هذه الأخيرة التي تؤدي من خلال اتصالها مع المخيخ مهمة تنسيق التقلصات العضلية للأطراف. مع تقدم المرض، يصبح النخاع الشوكي أرق شيئا فشيئا إلى أن تفقد الخلايا أجزاء من غمد الميالين اللازم لضمان حسن سير وسلاسة انتقال السلالة العصبية عبر هذه الخلايا. كما يؤدي أيضا لحدوث مشاكل في القلب والعمود الفقري، بل والإصابة بمرض السكري عند بعض المرضى.

### نشوء المرض
ينشأ المرض بشكل رئيسي كنتيجة لطفرة على مستوى الجين المسؤول عن تصنيع بروتين الفراتاكسين، الشئ الذي ينتج عنه انخفاظ في كمية الفراتاكسين. تؤدي مستويات الفراتاكسين المنخفضة إلى تخليق غير كاف لكتل الحديد والكبريت اللازمة للنقل الإلكتروني على مستوى الميتوكوندريا، بالإضافة إلى تجمع الأكونيتاز الوظيفي وخلل في استقلاب جميع حديد الخلية.
عند الأفراد العاديين، يقوم جين الإف إكس إن (FXN) بتشفير بروتين الفراتاكسين الضروري للميتوكوندريا. يتكون هذا البروتين الكروي من لولبين α وسبع جدائل β، يتم الاحفاظ به بشكل كبير في جميع الكائنات حقيقيات النواة وبعض بدائيات النواة. بروتين الفراتاكسين له مجموعة من الوظائف المعروفة. يساهم الفراتاكسين مثلا في عملية تكوين بروتينات الحديد والكبريت في سلسلة نقل الإلكترونات لتوليد الأدينوسين ثلاثي الفوسفات (ATP) في نهاية المطاف، هذا الأخير الذي هو عبارة عن جزيء طاقة ضروري للقيام بوظائف التمثيل الغذائي في الخلايا. كما ينظم أيضا نقل الحديد في الميتوكوندريا لتوفير كمية مناسبة من أنواع الأكسجين التفاعلية (ROS) للحفاظ على العمليات الطبيعية. بدون فراتاكسين تنخفض طاقة الميتوكوندريا، كما تؤدي زيادة الحديد إلى خلق المزيد من أنواع الأكسجين التفاعلية الإضافية، الشئ الذي يؤدي إلى المزيد من التلف الخلوي.

### تلف الحمض النووي
يتعرض دنا الميتوكوندريا بشكل خاص للهجوم من قبل أنواع الأكسجين التفاعلية، لأنه موجود داخل ميتوكوندريا. نظرا لكون العديد من الإنزيمات في سلسلة نقل الإلكترون هي مشفرة في دنا الميتوكوندريا، فقد يؤدي تلف دنا الميتوكوندريا المستحث بواسطة أنواع الأكسجين التفاعلية إلى زيادة إنتاج هذه الأخيرة وإلى مزيد من الإجهاد التأكسدي. وجدت مستويات مرتفعة من الحمض النووي المزدوج الضفيرة مكسورا في الخلايا الليفية لمرضى رنح فريديريك وكذا الخلايا الليفية لفأر نموذج يعاني من رنح فريدريك. باستخدام نظام تسليم جينات الفيروسة البطيئة لإيصال جين الفراتاكسين إلى خلايا نموذج الفئران المرضى وخلايا الفئران النموذح، كان من الممكن على المدى الطويل زيادة تسلسل الحمض النووي الريبوزي الرسول المعبر عن الفراتاكسين وبالتالي بروتين الفراتاكسين. ارتبطت هذه الزيادة بانخفاض كبير في مستوى تكسر خييطي الحمض النووي. لذلك فيبدو أن الفراتاكسين يشارك عادة في إصلاح تلف الحمض النووي، بحيث قد يكون مهما للوقاية من التنكس العصبي.

## التشخيص
يتطلب تشخيص رنح فريدريك تحقيقا في التاريخ الطبي وفحصا جسديا دقيقا للمريض، لاسيما للبحث عن صعوبة التوازن وفقدان الحس العميق وانعدام المنعكسات وعلامات لمشاكل عصبية أخرى. يتأكد الشخيص بشكل نهائي عن طريق اختبار وراثي. بالإضافة إلى ذلك، قد تشمل الاختبارات الأخرى التي يمكنها المساعدة في تشخيص أو إدارة الاضطراب مايلي:
- تخطيط كهربائية العضل ، الذي يقيس النشاط الكهربائي لخلايا العضلات.
- دراسة توصيل العصب، لقياس سرعة انتقال  النبضات عبر الأعصاب.
- تخطيط كهربائية القلب، الذي يقدم عرضا

بيانيا لنشاط القلب الكهربائي.
- تخطيط صدى القلب، الذي يسجل موقف وحركة عضلة القلب.
- تحليل الدم للتحقق من مستويات الجلوكوز العالية ومستويات فيتامين إي.
- التصوير بالرنين المغناطيسي (MRI) أو التصوير المقطعي المحوسب (CT) لتوفير صور عالية الدقة للمخ والحبل الشوكي، تكون مفيدة لاستبعاد الحالات العصبية الأخرى.[18]

## العلاج
على اعتبار أن المرض يصيب الخلايا العصبية التي لا يمكنها التجدد، فإنه ولحدود الساعة لاوجود لأي علاج شافي لرنح فريديريك. في المقابل قد يحتاج المرضى إلى بعض التدخلات الجراحية (بشكل رئيسي للعمود الفقري والقلب) بهدف الحفاظ على المريض وهو قادرا على الحركة والتنقل (غير مقعد) لأطول فترة ممكنة. حيث يتم في أغلب الأحيان إدراج مسامير وقضبان من التيتانيوم في العمود الفقري للمريض للمساعدة في منع أو إبطاء تطور الجنف. مع تطور مرض الترنح، تصبح الأجهزة المساعدة على غرار العصا أو المشاية أو الكرسي المتحرك ضرورية للتنقل والاستقلال. كما يمكن لتقنيات مساعدة أخرى، مثل الإطار الدائم، المساعدة في تقليل المضاعفات الثانوية المرتبطة بالاستخدام المطول للكرسي المتحرك.
العديد من مرضى رنح فريديريك يعانون أيضا مشاكل قلبية. هذه الحالات هي أكثر قابلية للعلاج، وكثيرا ما يتم التصدى لها باستعمال مثبطات الإنزيم المحول للأنجيوتنسين مثل إنالابريل أو ليسينوبريل وغيرها من أدوية القلب كالديجوكسين. قد يستفيد الأشخاص الذين يعانون من رنح فريديريك من نهج علاجي محافظ لإدارة الأعراض. في نفس الوقت، العلاج الفيزيائي هو الآخر يمكنه إطالة فترة قدرة المريض على استخدام أطرافه بشكل مستقل. في نفس الوقت ينبغي أيضا إدراج تمارين تعزيز منخفضة الشدة للحفاظ على الاستخدام الوظيفي للأطراف العلوية والسفلية. حيث يجب مراقبة قابلية المريض للتعب عن كثب. كما يمكن أن تساعد تمارين تثبيت الجذع وأسفل الظهر في التحكم الوضعي وإدارة الجنف. وهذا يكشف بشكل خاص ما إذا كان الشخص مقعدا
ويحتاج لاستخدام كرسي متحرك. بالإضافة إلى ذلك يمكن أيضا وصف تمرينات التمدد للمساعدة على تخفيف شد العضلات بسبب الجنف وتشوهات القدم المقوسة.

### علاج النطق
في غالب الأحيان ينخرط المرضى أيضا في علاج النطق لأن مرض الرتة أو اضطراب الكلام الحركي يصيب معظم مرضى رنح فريدريك. عسر البلع (صعوبة البلع) هو الآخر واحد من الأعراض الشائعة لرنح فريدريك، حيث يمكن لعلاج النطق مساعدة المرضى على تناول الطعام والشراب بطريقة أكثر أمانا.

## الأبحاث السريرية

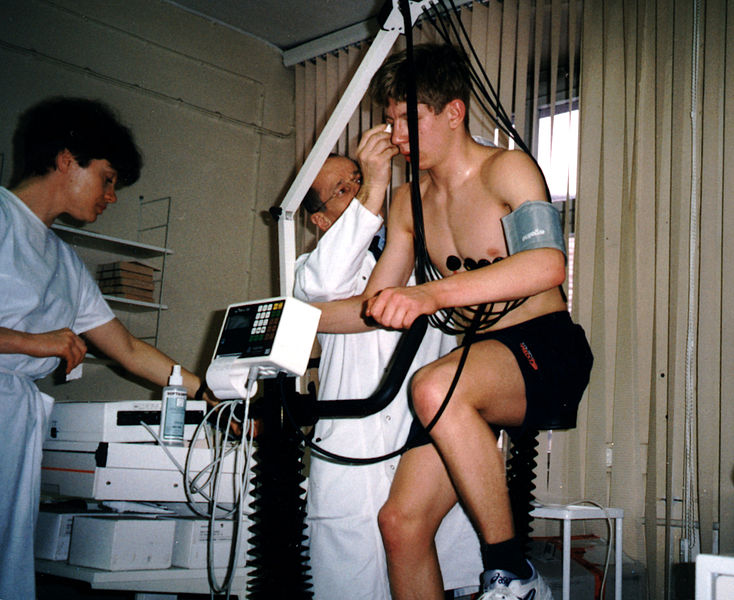
شخص يخوض اختبار التحمل على درجات.

كنتيجة لمجموعة من الأبحاث السريرية، توصلت شركة روبليجين الأمريكية للأدوية بحلول يناير 2014 وبتكليف من شركة بيومارين للصيدلة إلى تطوير مركب جديد هو ال RG2833، يندرج ضمن فئة المركبات المثبطة للهيستون ديسيتيلاز. حيث اكتمل بنجاح الشطر الثاني للمرحلة التجربة السريرية الأولى لمركب الRG2833 قبل نهاية عام 2014، فيما البحث لايزال مستمرا.
شركة روتروتوب من جهتها حاولت حماية الخلايا من التلف باستخدام مركبات الدوتريد. أول دواء لها كان هو RT001 عبارة عن نظير اصطناعي للينوليات إثيل، وهو من الأحماض الدهنية المتعددة غير المشبعة (PUFAs). هذه الأخيرة التي هي واحدة من العناصر الغذائية الأساسية التي تتكون منها الأغشية الدهنية بشكل رئيسي، خاصة في الميتوكوندريا. حيث يمكن خفض حساسيتها العالية للأكسدة بواسطة أنواع الأكسجين التفاعلية، عن طريق استبدال ذرات الهيدروجين (H) بذرات الديوتيريوم (D)، الشئ الذي يؤدي إلى إنتاج D-PUFAs. خلال المرحلة التجريبية التي تمت على مرضى تم التوصل في نهاية المطاف إلى نتائج مشجعة.

## توقعات سير المرض
لدى كل مريض شكل خاص لنشوء المرض. على العموم، تبين أن المرضى الأصغر عند التشخيص ومن يملكون ثلاثيات جي آي آي أطول، يميلون إلى إظهار أعراض أكثر خطورة.
الأسباب الرئيسية للوفاة هي فشل القلب الاحتقاني واضطراب النظم القلبي (اللانظمية القلبية). مع ذلك، يمكن للمرضى الذين يعانون من أعراض أقل شدة أن يعيشوا حتى عمر الستين أو أكثر.

## الوبائيات (علم الأوبئة)
يؤثر رنح فريدريخ على السكان الهنديين الأوروبيين. وهو نادر في شرق آسيا، وفي الدول الإفريقية جنوب الصحراء الكبرى، وعند الأمريكيين الأصليين.
رنح فريريخ هو الرنح الوراثي الأكثر انتشارًا، ويصيب نحو واحد من بين كل 50000 شخص في الولايات المتحدة. يصاب الرجال والنساء بشكل متساوٍ. معدل انتشار حاملي هذا المرض هو 1:100.
حسبت دراسة على الأوروبيين من عام 1990 حتى عام 1996 معدل حدوث المرض وكانت النتيجة 2.8:100000. قدرت دراسة أحدث معدّلَ الانتشار بثلاث إلى أربع حالات لكل 100000 فرد.
يتبع رنح فريدريخ نفس نمط هابلوغروب آر1بي. هابلوغروب آر1بي هو السلالة الأبوية الأكثر تواترًا في أوروبا الغربية. يعد رنح فريدريخ وهابلوغروب آر1بي أكثر شيوعًا في شمال إسبانيا، أيرلندا وفرنسا، ونادرين في روسيا والدول الاسكندنافية، ويتبعان مدروجًا عبر أوروبا الوسطى والشرقية.عانى السكان الحاملون للمرض من اضمحلال جيني في منطقة فرانكوـ كانتابريا خلال العصر الجليدي الأخير.
وجدت دراسة أُجريت في اليابان على مرضى مصابين بالتنكس الوراثي النخاعي المخيخي معدلًا قدره 2.4%، ما يجعل معدل انتشار رنح فريدريخ أندر بنسبة 1:1000000.

## رنح فريدريك في وسائل الإعلام
في سلسلة المانغا اليابانية كذبتك في أبريل، تظهر على شخصية كاوري ميازنو ما يبدو أنها أعراض لرنح فريدريك، قبل أن تموت في وقت لاحق.